# George Benson Christian College

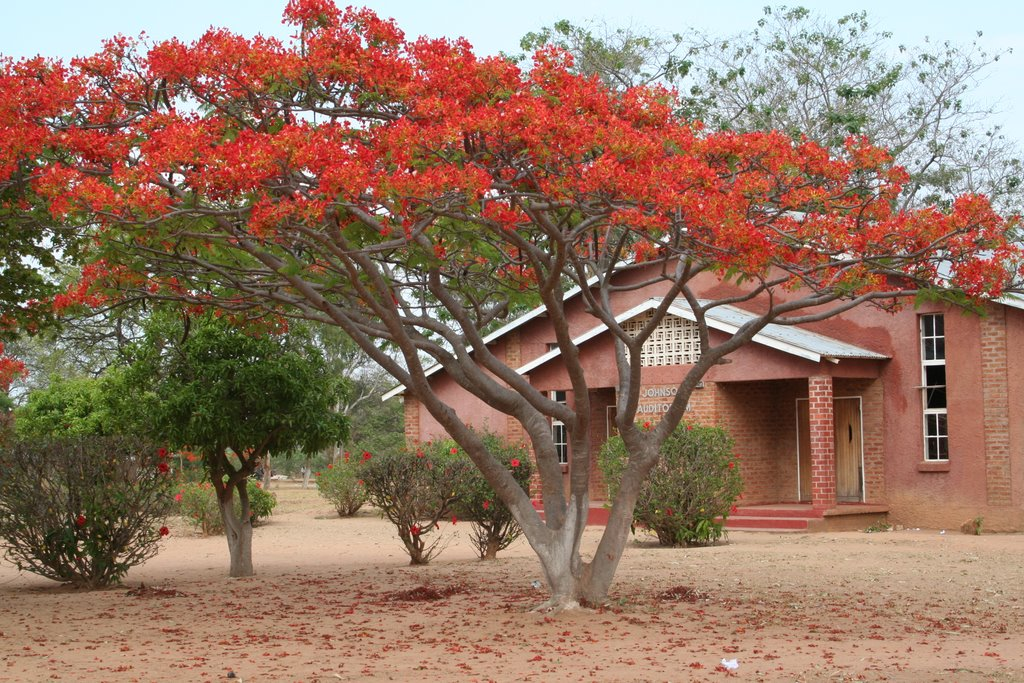
George Benson Christian College in Namwianga Mission

Das George Benson Christian College ist eine Schullehrer-Ausbildungsstätte in Namwianga, 5 km südlich von Kalomo (Sambia), die seit den frühen 1990er Jahren von der Namwianga Mission aufgebaut, geführt und unterhalten wird. Diese US-amerikanische protestantische Mission der University City Church of Christ betreibt neben dem George Benson Christian College in Namwianga auch eine Haupt- und eine Sekundarschule.
Das College bildet Lehrer für den Unterricht in Englisch, Mathematik, Geschichte, Religion, Gesellschaftskunde und Informationstechnologie an Sekundarschulen aus. Einige wenige Studenten erhalten an der Handelsschule eine Ausbildung, um später als Sekretär in der Wirtschaft zu arbeiten.
Das College bietet zum Abschluss eine Graduierung. Die fachliche Aufsicht über den Lehrplan und Abschlüsse liegt bei der Universität von Sambia. Die Ausbildung ermöglicht direkt eine Anstellung im sambischen Schuldienst, zumal die Studenten ländliche Gebiete bevorzugen, in denen Lehrer dringend gesucht werden. Das College selbst zielt auf diese Platzierung seiner Studenten, von denen es erwartet, dass sie neben ihrem Beruf auch kirchlich präsent sein mögen. Die Missionsarbeit ist Teil der gesamten Aktivität in der Missionsgesellschaft.